# Bruna Forlati Tamaro

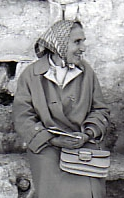
Bruna Forlati Tamaro

Bruna Forlati Tamaro (* 31. März 1894 in Grumello del Monte, Provinz Bergamo; † 13. Februar 1987 in Venedig) war eine italienische Archäologin und Denkmalpflegerin.

## Leben
Bruna Tamaro wurde als Tochter eines aus Pirano stammenden Vaters und einer aus Triest stammenden Mutter (geb. Dompieri) geboren. Sie blieb ihr ganzes Leben lang ihrer Heimat Istrien verbunden.
Sie studierte an der Universität Bologna und dann an der Universität Genua, wo sie 1915 mit einer Arbeit über Lukrez in Klassischer Philologie promoviert wurde. Sie begann zunächst an Schulen zu unterrichten und entwickelte dann eine Vorliebe für die Archäologie, so dass sie Postgraduiertenstudien in Archäologie sowohl in Rom als auch an der Scuola Archeologica Italiana di Atene absolvierte, wobei das letztere von Alessandro Della Seta geleitet wurde.
In den 1920er Jahren lernte sie den Ingenieur Ferdinando Forlati kennen, den sie 1929 heiratete und mit dem sie einen Sohn hatte. Sie nahm den Nachnamen ihres Mannes an und schaffte es, ihre berufliche Karriere mit ihrer Rolle als Mutter in Einklang zu bringen. Die enge Zusammenarbeit mit ihrem Ehemann war durch die Kombination von Technik und Professionalität bestimmt, und sie führten die meisten ihrer Arbeiten bis 1976, dem Todesjahr von Ferdinando Forlati, gemeinsam durch.
Von 1921 bis 1936 war sie Ispettore Archeologo in der Soprintendenza von Julisch Venetien. In dieser Zeit leitete sie die Restaurierung des Augustus-Tempels in Pula, die Restaurierung von Nesactium, einem Zentrum der Verbindung mit der griechischen Welt, die Arbeiten an der für die Reliquien des Justus von Triest errichteten Hälfte der Kathedrale von Triest, die Arbeiten an der protohistorischen Nekropole von Most na Soči in Tolmin und verschiedene Arbeiten in Istrien, unter anderem in Kanfanar, Vodnjan, Buje, Poreč und Izola. Sie war an der Umorganisation des Archäologischen Museum Istriens in Pula beteiligt.
Im Jahr 1936 zog sie mit ihrem Mann nach Venedig, da er zum Soprintendente Archeologia di Venezia und sie zur Direktorin des Archäologischen Nationalmuseums Venedig ernannt wurde. Als Direktorin war sie für die Einrichtung des Museums verantwortlich und konnte einen Teil der Correr-Sammlung erwerben. Im selben Jahr arbeitete sie an der Anastylose der Säulen des Forums von Aquileia. Diese Arbeiten, die die ursprüngliche Höhe der Säule mit den bis zur Spitze vorhandenen Resten wiederherstellten, wurden erst mit dem Fund eines halben Kapitells im Jahr 1986 abgeschlossen.
Von 1950 bis 1961 war sie Mitglied der Kommission für die archäologische Kartierung verschiedener Stätten und der Tabula Imperii Romani. 1952 wurde sie Soprintendente alle Antichità delle Venezie di Padova, zuständig für die „drei Venetien“, Venetien, Friaul-Julisch Venetien und Trentino-Südtirol mit Ausnahme der damaligen Provinz Triest, ein Amt, das sie bis zum Erreichen der Altersgrenze im Jahr 1961 innehatte. In dieser Funktion war sie insbesondere an der Renovierung des Archäologischen Nationalmuseums Aquileia und dem Bau der großen Magazine beteiligt. Mit Mitteln der Associazione Nazionale per Aquileia gelang es ihr 1961, das Frühchristliche Museum einzuweihen, dessen Einrichtung sie leitete. 1954 leitete sie die Begradigung und Konsolidierung von l’ala, dem Flügel der Arena von Verona, dem einzigen erhaltenen Teil des äußeren Rings. Des Weiteren war sie an den Projekten für die Museumsbauten in Adria und Altino beteiligt.
In diesen Jahren wurde sie auch Mitglied des Deutschen Archäologischen Instituts, des Istituto Nazionale di Studi Etruschi ed Italici, des Istituto Italiano di Preistoria e Protostoria, der Deputazione di Storia Patria per le Venezie, der Pontificia Accademia Romana di Archeologia und des Istituto Veneto di Scienze, Lettere ed Arti. Von 1958 bis 1964 lehrte sie griechische und römische Altertumswissenschaften an der Universität Padua.
In den 1960er Jahren fanden unter ihrer Leitung diverse Arbeiten statt, wie am römischen Kryptoportikus und der Cattedrale di Santa Maria Annunziata in Vicenza, der Krypta des Markusdoms in Venedig und dem frühchristlichen Mosaik unter der Kapitularbibliothek von Verona, das der Öffentlichkeit zugänglich gemacht wurde. Ebenfalls in den 1960er Jahren bekleidete sie dank ihrer administrativen und wissenschaftlichen Fähigkeiten verschiedene öffentliche Positionen. Erwähnenswert sind die Verhandlungen über den Austausch archäologischer Materialien mit Jugoslawien, die mit deren Rückgabe an ihre Herkunftsorte endeten. Bis 1963 war Tamaro Mitglied des Consiglio Superiore delle Antichità e Belle Arti per la gestione del patrimonio culturale, zudem war sie Teil der Commissione d’indagine per la tutela e la valorizzazione del patrimonio storico, archeologico, artistico e del paesaggios, auch bekannt als „Franceschini-Kommission“, in der Forlati Tamaro für die Museen zuständig war. Bruna Tamaros in drei Bänden zusammengefasste Arbeit wurde bei der Gründung des Ministeriums für Kultur- und Umwelterbe im Jahr 1975 herangezogen.
Zwischen Ende der 1960er und Anfang der 1970er Jahre arbeitete sie zusammen mit ihrem Mann an drei Projekten: der Restaurierung und Beleuchtung der Fassade der Porta Leoni in Verona, der Renovierung des Monastero von Aquileia mit der Restaurierung der Mosaikböden der Kirche aus dem 4. bis 5. Jahrhundert und der Renovierung der Kathedrale San Stefano in Concordia Sagittaria mit der Beleuchtung des originalen frühchristlichen Mosaikbodens unter der Kirche und dem Glockenturm.
Von 1964 bis 1981 war sie Sekretärin der Associazione Nazionale per Aquileia, von 1967 bis 1984 leitete sie die Società Istriana di Archeologia e Storia Patria.
Sie erhielt die Medaglia ai benemeriti della scuola, della cultura e dell'arte in Gold und wurde zum Komtur des Verdienstordens der Italienischen Republik ernannt. 1986 verlieh ihr der Bürgermeister von Aquileia in Anerkennung ihrer Arbeit für diese archäologische Stätte die Goldmedaille mit dem Siegel der Stadt Aquileia.

## Veröffentlichungen
Der biografische Beitrag von Luisa Bertacchi enthält ein vollständiges Schriftenverzeichnis von Bruna Forlati Tamaro.
- Il Museo archeologico del Palazzo Reale di Venezia (= Itinerari dei musei e monumenti d’Italia 88). Libreria dello Stato, Rom 1953, 2. Auflage 1969.